# Liste der Bodendenkmäler in Langenfeld (Mittelfranken)
Auf dieser Seite sind die Bodendenkmäler in der mittelfränkischen Gemeinde Langenfeld zusammengestellt. Diese Tabelle ist eine Teilliste der Liste der Bodendenkmäler in Bayern. Grundlage ist die Bayerische Denkmalliste, die auf Basis des Bayerischen Denkmalschutzgesetzes vom 1. Oktober 1973 erstmals erstellt wurde und seither durch das Bayerische Landesamt für Denkmalpflege geführt wird. Die folgenden Angaben ersetzen nicht die rechtsverbindliche Auskunft der Denkmalschutzbehörde.

## Bodendenkmäler der Gemeinde

### Bodendenkmäler in der Gemarkung Langenfeld
| Lage                                 | Objekt                                                                                                   | Akten-Nr.     | Bild |
| ------------------------------------ | --- | ------------- | ---- |
| Langenfeld (Standort)                | Wüstung Zinkenhof.                                                                                       | D-5-6328-0002 |      |
| Langenfeld (Standort)                | Mittelalterliche und frühneuzeitliche Befunde im Bereich der ehemalige Michaelskapelle in Langenfeld.    | D-5-6329-0018 |      |
| Langenfeld (Standort)                | Mittelalterliche und frühneuzeitliche Befunde im Bereich der ehemalige St. Nikolauskirche in Langenfeld. | D-5-6329-0128 |      |
| Langenfeld (Standort)                | Mittelalterliche und frühneuzeitliche Befunde im Bereich des ehemaligen Alten Schlosses von Langenfeld.  | D-5-6329-0129 |      |
| Langenfeld Hauptstraße 20 (Standort) | Mittelalterliche und frühneuzeitliche Befunde im Bereich des ehemaligen Neuen Schlosses von Langenfeld.  | D-5-6329-0130 |      |

### Bodendenkmäler in der Gemarkung Unterlaimbach, Gemeinde Scheinfeld und Gemeinde Sugenheim (Gemeindeübergreifendes Flächendenkmal)
| Lage                     | Objekt | Akten-Nr.     | Bild |
| ------------------------ | --- | ------------- | ---- |
| Unterlaimbach (Standort) | Freilandstation des Mesolithikums, Siedlung des Neolithikums und der Bronzezeit sowie Bestattungsplatz vorgeschichtlicher Zeitstellung mit Grabhügel. | D-5-6328-0044 |      |